# Barbra Streisand/Auszeichnungen für Musikverkäufe

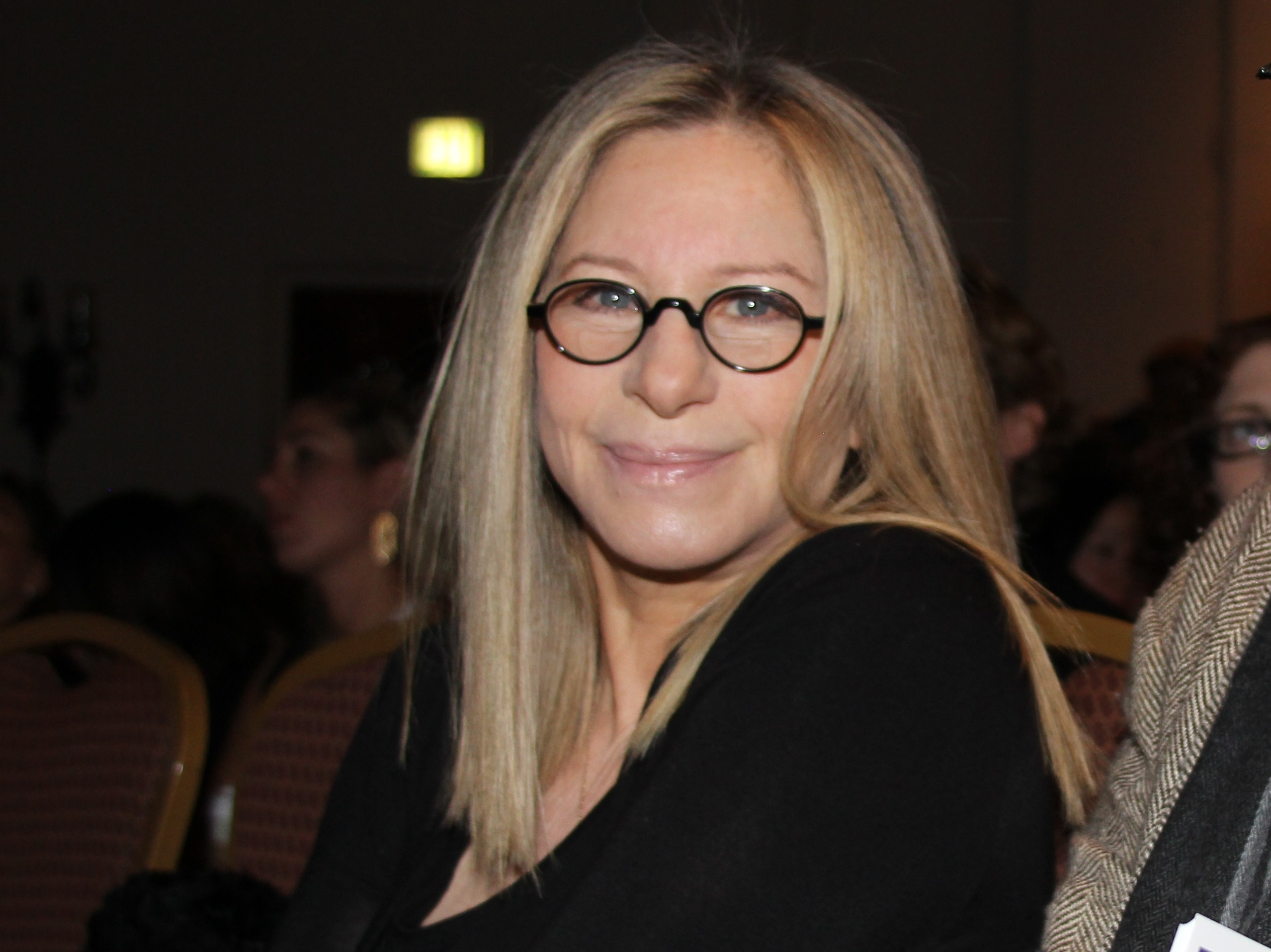
Barbra Streisand (2013)

Dies ist eine Übersicht über die Auszeichnungen für Musikverkäufe der US-amerikanischen Sängerin Barbra Streisand. Die Auszeichnungen finden sich nach ihrer Art (Gold, Platin usw.), nach Staaten getrennt in chronologischer Reihenfolge, geordnet sowie nach den Tonträgern selbst, ebenfalls in chronologischer Reihenfolge, getrennt nach Medium (Alben, Singles usw.), wieder.

## Auszeichnungen
| - Vereinigtes Königreich - 1976: für das Album The Way We Were - 1977: für die Single Evergreen (Love Theme from „A Star Is Born“) - 1979: für das Album Songbird - 1979: für die Single No More Tears (Enough Is Enough) - 1987: für das Album One Voice - 2013: für das Album The Movie Album - 2018: für das Album Walls - 2023: für die Single Guilty - 2024: für die Single I Finally Found Someone - 2025: für die Single The Way We Were - Argentinien - 1981: für das Album Memories - Australien - 1993: für das Album Back to Broadway - 2000: für das Album A Love Like Ours - 2000: für das Album Barbra Streisand’s Greatest Hits - 2000: für das Album One Voice - 2000: für das Album Streisand Superman - 2000: für das Album Songbird - 2000: für das Album The Way We Were - 2003: für das Album The Movie Album - 2010: für das Videoalbum One Night Only: Barbra Streisand and Quartet at The Village Vanguard - 2016: für das Album Encore: Movie Partners Sing Broadway - 2021: für das Album A Christmas Album - 2021: für das Album Yentl - 2021: für die Single The Way We Were - 2021: für die Single Woman in Love - Belgien - 1997: für die Single I Finally Found Someone - Deutschland - 1981: für die Single Woman in Love - Finnland - 1989: für das Album A Collection: Greatest Hits…and More - 2006: für das Album The Essential Barbra Streisand - Frankreich - 1983: für das Album A Star Is Born - 1984: für das Album Yentl - 1997: für die Single Tell Him - 2002: für das Album The Essential Barbra Streisand - Hongkong - 1979: für das Album A Star Is Born - 1984: für das Album Memories - Italien - 1981: für die Single Woman in Love - Kanada - 1977: für die Single Evergreen (Love Theme from „A Star Is Born“) - 1978: für die Single You Don’t Bring Me Flowers - 1979: für das Album Funny Girl - 1985: für das Album Emotion - 1987: für das Album One Voice - 1989: für das Album A Collection: Greatest Hits…and More - 1999: für das Album A Love Like Ours - 2005: für das Album Guilty Pleasures - 2024: für die Single Tell Him - Neuseeland - 1979: für die Single You Don’t Bring Me Flowers - 1997: für die Single I Finally Found Someone - 1998: für das Album Higher Ground - 1999: für das Album A Love Like Ours - 2005: für das Album Guilty Pleasures - 2014: für das Album Partners - Niederlande - 1986: für das Album The Broadway Album - 1986: für das Album Emotion - 1989: für das Album Till I Loved You - 1989: für das Album Barbra Streisand’s Greatest Hits - Norwegen - 1997: für das Album A Collection: Greatest Hits…and More - 1997: für die Single Tell Him - Österreich - 1991: für das Album Yentl - Polen - 2009: für das Album Love Is the Answer - Schweden - 1997: für das Album A Collection: Greatest Hits…and More - 2002: für das Album The Essential Barbra Streisand - Schweiz - 1989: für das Album Till I Loved You - 1997: für die Single Tell Him - Spanien - 1995: für das Album Barbra Streisand: The Concert - 1998: für das Album Higher Ground - 2002: für das Album Duets - Ungarn - 2009: für das Album Love Is the Answer - 2010: für das Album The Ultimate Collection - 2014: für das Album Partners - Vereinigte Staaten - 1964: für das Album The Second Barbra Streisand Album - 1964: für das Album Funny Girl (Original Cast) - 1964: für das Album The Barbra Streisand Album - 1965: für das Album The Third Barbra Streisand Album - 1965: für das Album My Name Is Barbra - 1966: für das Album Color Me Barbra - 1971: für das Album Barbra Joan Streisand - 1976: für das Album Butterfly - 1976: für das Album Funny Lady - 1976: für das Album Lazy Afternoon - 1979: für die Single The Main Event - 1979: für das Album The Main Event - 1981: für die Single Guilty - 1986: für das Videoalbum Putting It Together: The Making of The Broadway Album - 1987: für das Videoalbum My Name Is Barbra - 1987: für das Videoalbum Color Me Barbra - 1990: für das Album A Happening in Central Park - 1997: für die Single I Finally Found Someone - 1998: für das Album The Concert Highlights - 1998: für das Album The Way We Were: Original Soundtrack Recording - 1999: für das Album Classical Barbra - 2003: für das Album Je m’appelle Barbra - 2003: für das Album Simply Streisand - 2003: für das Album Duets - 2003: für das Album The Movie Album - 2005: für das Album Guilty Pleasures - 2009: für das Album Love Is the Answer - Vereinigtes Königreich - 1979: für die Single You Don’t Bring Me Flowers - 1979: für das Album Wet - 1980: für die Single Woman in Love - 1983: für das Album Yentl - 1984: für das Album Emotion - 1986: für das Album The Broadway Album - 1988: für das Album Till I Loved You - 1990: für das Album A Collection: Greatest Hits…and More - 1993: für das Album Back to Broadway - 1997: für das Album Higher Ground - 1998: für die Single Tell Him - 2003: für das Album Duets - 2013: für das Videoalbum Timeless – Live in Concert - 2013: für das Album A Love Like Ours - 2013: für das Album Love Is the Answer | - Australien - 1997: für das Album Higher Ground - 1997: für die Single I Finally Found Someone - 2000: für das Album A Collection: Greatest Hits…and More - 2000: für das Album Barbra Streisand: The Concert - 2000: für das Album Emotion - 2000: für das Album Till I Loved You - 2000: für das Album Wet - 2002: für das Album Duets - 2006: für das Videoalbum Barbra: The Concert Live at the MGM Grand - 2014: für das Album Partners - 2021: für die Single Tell Him - Belgien - 1997: für die Single Tell Him - Deutschland - 1984: für das Album Guilty - Europa - 2004: für das Album The Essential Barbra Streisand - Finnland - 1981: für das Album Guilty - 1983: für das Album Memories - Frankreich - 1980: für die Single Woman in Love - 1994: für das Album Barbra Streisand’s Greatest Hits - 1995: für das Album A Collection: Greatest Hits…and More - Hongkong - 1981: für das Album Guilty - 1982: für das Album Barbra Streisand’s Greatest Hits, Volume 2 - Irland - 2005: für das Album Guilty Pleasures - Italien - 1981: für die Single Guilty - Kanada - 1977: für das Album Streisand Superman - 1978: für das Album Songbird - 1978: für das Album The Way We Were - 1979: für das Album Wet - 1984: für das Album Yentl - 1986: für das Album The Broadway Album - 1989: für das Album Till I Loved You - 1993: für das Album Back to Broadway - 2015: für das Album Partners - Neuseeland - 1978: für das Album A Star Is Born - 1981: für das Album Guilty - 1985: für das Album Emotion - 1987: für das Album One Voice - 1990: für das Album A Collection: Greatest Hits…and More - Niederlande - 1984: für das Album Memories - 1987: für das Album One Voice - 1991: für das Album A Collection: Greatest Hits…and More - 1997: für die Single Tell Him - 1998: für das Album Higher Ground - Österreich - 1992: für das Album Memories - Polen - 2016: für das Album Partners - Spanien - 2002: für das Album The Essential Barbra Streisand - Vereinigte Staaten - 1978: für das Album Songbird - 1980: für das Album Wet - 1984: für das Album Yentl - 1984: für das Album Emotion - 1986: für das Album Stoney End - 1986: für das Album My Name Is Barbra, Two… - 1986: für das Album Live Concert at the Forum - 1986: für das Album Funny Girl - 1988: für das Album One Voice - 1988: für das Album Till I Loved You - 1992: für das Album Just for the Record… - 1997: für das Album The Mirror Has Two Faces - 1997: für die Single Evergreen (Love Theme from „A Star Is Born“) - 1997: für die Single No More Tears (Enough Is Enough) - 1997: für die Single Woman in Love - 1997: für die Single You Don’t Bring Me Flowers - 1997: für die Single The Way We Were - 1999: für das Album A Love Like Ours - 2000: für das Album Timeless: Live in Concert - 2001: für das Videoalbum Timeless - Live in Concert - 2001: für das Album Christmas Memories - 2003: für das Album The Essential Barbra Streisand - 2003: für das Album People - 2004: für das Videoalbum Barbra: The Concert Live at the MGM Grand - 2009: für das Videoalbum The Concerts - 2010: für das Videoalbum One Night Only: Barbra Streisand and Quartet at The Village Vanguard - 2015: für das Album Partners - Vereinigtes Königreich - 1977: für das Album A Star Is Born - 1979: für das Album Barbra Streisand’s Greatest Hits, Volume 2 - 1981: für das Album Guilty - 1982: für das Album Love Songs - 2005: für das Album Guilty Pleasures - 2013: für das Album The Ultimate Collection - 2014: für das Album Partners | - Australien - 2000: für das Album A Star Is Born - 2000: für das Album Barbra Streisand’s Greatest Hits, Volume 2 - 2006: für das Videoalbum Timeless: Live in Concert - 2021: für das Album The Broadway Album - 2021: für das Album The Essential Barbra Streisand - Belgien - 1981: für das Album Guilty - Frankreich - 1988: für das Album Guilty - 1991: für das Album Memories - Irland - 2007: für das Album The Essential Barbra Streisand - Kanada - 1983: für das Album Memories - 1995: für das Album Barbra Streisand: The Concert - 1995: für das Videoalbum Barbra: The Concert - Neuseeland - 1979: für das Album Barbra Streisand’s Greatest Hits, Volume 2 - 1986: für das Album The Broadway Album - 2002: für das Album The Essential Barbra Streisand - 2003: für das Album Duets - Vereinigte Staaten - 1986: für das Album Barbra Streisand’s Greatest Hits - 1994: für das Album A Collection: Greatest Hits…and More - 1977: für das Album Streisand Superman - 1994: für das Album Back to Broadway - 1998: für das Album The Way We Were - Vereinigtes Königreich - 2013: für das Videoalbum Barbra: The Concert - 2013: für das Album The Essential Barbra Streisand - Kanada - 1977: für das Album A Star Is Born - 1979: für das Album Barbra Streisand’s Greatest Hits, Volume 2 - 1998: für das Album Higher Ground - Vereinigte Staaten - 1997: für das Album Barbra Streisand: The Concert - 1997: für das Album Higher Ground - Vereinigte Staaten - 1984: für das Album A Star Is Born - 1995: für das Album The Broadway Album - 2001: für das Videoalbum Barbra: The Concert - Vereinigte Staaten - 1989: für das Album Guilty - 1994: für das Album Barbra Streisand’s Greatest Hits, Volume 2 - 1998: für das Album Memories - 1999: für das Album A Christmas Album - 2006: für das Videoalbum The Television Specials - Australien - 2000: für das Album Guilty - 2000: für das Album Memories - Neuseeland - 1983: für das Album Memories |

## Auszeichnungen nach Alben

### The Barbra Streisand Album
| Land/Region               | Auszeichnungen für Musikverkäufe (Land/Region, Auszeichnung, Verkäufe) | Verkäufe |
| ------------------------- | ---------------------------------------------------------------------- | -------- |
| Vereinigte Staaten (RIAA) | Gold                                                                   | 500.000  |
| Insgesamt                 | 1× Gold ·                                                              | 500.000  |

### The Second Barbra Streisand Album
| Land/Region               | Auszeichnungen für Musikverkäufe (Land/Region, Auszeichnung, Verkäufe) | Verkäufe |
| ------------------------- | ---------------------------------------------------------------------- | -------- |
| Vereinigte Staaten (RIAA) | Gold                                                                   | 500.000  |
| Insgesamt                 | 1× Gold ·                                                              | 500.000  |

### The Third Barbra Streisand Album
| Land/Region               | Auszeichnungen für Musikverkäufe (Land/Region, Auszeichnung, Verkäufe) | Verkäufe |
| ------------------------- | ---------------------------------------------------------------------- | -------- |
| Vereinigte Staaten (RIAA) | Gold                                                                   | 500.000  |
| Insgesamt                 | 1× Gold ·                                                              | 500.000  |

### Funny Girl
| Land/Region               | Auszeichnungen für Musikverkäufe (Land/Region, Auszeichnung, Verkäufe) | Verkäufe  |
| ------------------------- | ---------------------------------------------------------------------- | --------- |
| Kanada (MC)               | Gold                                                                   | 50.000    |
| Vereinigte Staaten (RIAA) | Platin                                                                 | 1.000.000 |
| Insgesamt                 | 1× Gold · 1× Platin ·                                                  | 1.050.000 |

### Funny Girl (Original Cast)
| Land/Region               | Auszeichnungen für Musikverkäufe (Land/Region, Auszeichnung, Verkäufe) | Verkäufe |
| ------------------------- | ---------------------------------------------------------------------- | -------- |
| Vereinigte Staaten (RIAA) | Gold                                                                   | 500.000  |
| Insgesamt                 | 1× Gold ·                                                              | 500.000  |

### People
| Land/Region               | Auszeichnungen für Musikverkäufe (Land/Region, Auszeichnung, Verkäufe) | Verkäufe  |
| ------------------------- | ---------------------------------------------------------------------- | --------- |
| Vereinigte Staaten (RIAA) | Platin                                                                 | 1.000.000 |
| Insgesamt                 | 1× Platin ·                                                            | 1.000.000 |

### My Name Is Barbra
| Land/Region               | Auszeichnungen für Musikverkäufe (Land/Region, Auszeichnung, Verkäufe) | Verkäufe |
| ------------------------- | ---------------------------------------------------------------------- | -------- |
| Vereinigte Staaten (RIAA) | Gold                                                                   | 500.000  |
| Insgesamt                 | 1× Gold ·                                                              | 500.000  |

### My Name Is Barbra, Two…
| Land/Region               | Auszeichnungen für Musikverkäufe (Land/Region, Auszeichnung, Verkäufe) | Verkäufe  |
| ------------------------- | ---------------------------------------------------------------------- | --------- |
| Vereinigte Staaten (RIAA) | Platin                                                                 | 1.000.000 |
| Insgesamt                 | 1× Platin ·                                                            | 1.000.000 |

### Color Me Barbra
| Land/Region               | Auszeichnungen für Musikverkäufe (Land/Region, Auszeichnung, Verkäufe) | Verkäufe |
| ------------------------- | ---------------------------------------------------------------------- | -------- |
| Vereinigte Staaten (RIAA) | Gold                                                                   | 500.000  |
| Insgesamt                 | 1× Gold ·                                                              | 500.000  |

### Je m’appelle Barbra
| Land/Region               | Auszeichnungen für Musikverkäufe (Land/Region, Auszeichnung, Verkäufe) | Verkäufe |
| ------------------------- | ---------------------------------------------------------------------- | -------- |
| Vereinigte Staaten (RIAA) | Gold                                                                   | 500.000  |
| Insgesamt                 | 1× Gold ·                                                              | 500.000  |

### Simply Streisand
| Land/Region               | Auszeichnungen für Musikverkäufe (Land/Region, Auszeichnung, Verkäufe) | Verkäufe |
| ------------------------- | ---------------------------------------------------------------------- | -------- |
| Vereinigte Staaten (RIAA) | Gold                                                                   | 500.000  |
| Insgesamt                 | 1× Gold ·                                                              | 500.000  |

### A Happening in Central Park
| Land/Region               | Auszeichnungen für Musikverkäufe (Land/Region, Auszeichnung, Verkäufe) | Verkäufe |
| ------------------------- | ---------------------------------------------------------------------- | -------- |
| Vereinigte Staaten (RIAA) | Gold                                                                   | 500.000  |
| Insgesamt                 | 1× Gold ·                                                              | 500.000  |

### Barbra Streisand’s Greatest Hits
| Land/Region               | Auszeichnungen für Musikverkäufe (Land/Region, Auszeichnung, Verkäufe) | Verkäufe  |
| ------------------------- | ---------------------------------------------------------------------- | --------- |
| Australien (ARIA)         | Gold                                                                   | 35.000    |
| Frankreich (SNEP)         | Platin                                                                 | 300.000   |
| Niederlande (NVPI)        | Gold                                                                   | 50.000    |
| Vereinigte Staaten (RIAA) | 2× Platin                                                              | 2.000.000 |
| Insgesamt                 | 2× Gold · 3× Platin ·                                                  | 2.385.000 |

### Stoney End
| Land/Region               | Auszeichnungen für Musikverkäufe (Land/Region, Auszeichnung, Verkäufe) | Verkäufe  |
| ------------------------- | ---------------------------------------------------------------------- | --------- |
| Vereinigte Staaten (RIAA) | Platin                                                                 | 1.000.000 |
| Insgesamt                 | 1× Platin ·                                                            | 1.000.000 |

### Barbra Joan Streisand
| Land/Region               | Auszeichnungen für Musikverkäufe (Land/Region, Auszeichnung, Verkäufe) | Verkäufe |
| ------------------------- | ---------------------------------------------------------------------- | -------- |
| Vereinigte Staaten (RIAA) | Gold                                                                   | 500.000  |
| Insgesamt                 | 1× Gold ·                                                              | 500.000  |

### Live Concert at the Forum
| Land/Region               | Auszeichnungen für Musikverkäufe (Land/Region, Auszeichnung, Verkäufe) | Verkäufe  |
| ------------------------- | ---------------------------------------------------------------------- | --------- |
| Vereinigte Staaten (RIAA) | Platin                                                                 | 1.000.000 |
| Insgesamt                 | 1× Platin ·                                                            | 1.000.000 |

### The Way We Were
| Land/Region                  | Auszeichnungen für Musikverkäufe (Land/Region, Auszeichnung, Verkäufe) | Verkäufe  |
| ---------------------------- | ---------------------------------------------------------------------- | --------- |
| Australien (ARIA)            | Gold                                                                   | 35.000    |
| Kanada (MC)                  | Platin                                                                 | 100.000   |
| Vereinigte Staaten (RIAA)    | 2× Platin                                                              | 2.000.000 |
| Vereinigtes Königreich (BPI) | Silber                                                                 | 60.000    |
| Insgesamt                    | 1× Silber · 1× Gold · 3× Platin ·                                      | 2.195.000 |

### The Way We Were: Original Soundtrack Recording
| Land/Region               | Auszeichnungen für Musikverkäufe (Land/Region, Auszeichnung, Verkäufe) | Verkäufe |
| ------------------------- | ---------------------------------------------------------------------- | -------- |
| Vereinigte Staaten (RIAA) | Gold                                                                   | 500.000  |
| Insgesamt                 | 1× Gold ·                                                              | 500.000  |

### Butterfly
| Land/Region               | Auszeichnungen für Musikverkäufe (Land/Region, Auszeichnung, Verkäufe) | Verkäufe |
| ------------------------- | ---------------------------------------------------------------------- | -------- |
| Vereinigte Staaten (RIAA) | Gold                                                                   | 500.000  |
| Insgesamt                 | 1× Gold ·                                                              | 500.000  |

### Lazy Afternoon
| Land/Region               | Auszeichnungen für Musikverkäufe (Land/Region, Auszeichnung, Verkäufe) | Verkäufe |
| ------------------------- | ---------------------------------------------------------------------- | -------- |
| Vereinigte Staaten (RIAA) | Gold                                                                   | 500.000  |
| Insgesamt                 | 1× Gold ·                                                              | 500.000  |

### Funny Lady
| Land/Region               | Auszeichnungen für Musikverkäufe (Land/Region, Auszeichnung, Verkäufe) | Verkäufe |
| ------------------------- | ---------------------------------------------------------------------- | -------- |
| Vereinigte Staaten (RIAA) | Gold                                                                   | 500.000  |
| Insgesamt                 | 1× Gold ·                                                              | 500.000  |

### Classical Barbra
| Land/Region               | Auszeichnungen für Musikverkäufe (Land/Region, Auszeichnung, Verkäufe) | Verkäufe |
| ------------------------- | ---------------------------------------------------------------------- | -------- |
| Vereinigte Staaten (RIAA) | Gold                                                                   | 500.000  |
| Insgesamt                 | 1× Gold ·                                                              | 500.000  |

### A Star Is Born
| Land/Region                  | Auszeichnungen für Musikverkäufe (Land/Region, Auszeichnung, Verkäufe) | Verkäufe  |
| ---------------------------- | ---------------------------------------------------------------------- | --------- |
| Australien (ARIA)            | 2× Platin                                                              | 140.000   |
| Frankreich (SNEP)            | Gold                                                                   | 100.000   |
| Hongkong (IFPI/HKRIA)        | Gold                                                                   | 10.000    |
| Kanada (MC)                  | 3× Platin                                                              | 300.000   |
| Neuseeland (RMNZ)            | Platin                                                                 | 20.000    |
| Vereinigte Staaten (RIAA)    | 4× Platin                                                              | 4.000.000 |
| Vereinigtes Königreich (BPI) | Platin                                                                 | 300.000   |
| Insgesamt                    | 2× Gold · 11× Platin ·                                                 | 4.870.000 |

### Streisand Superman
| Land/Region               | Auszeichnungen für Musikverkäufe (Land/Region, Auszeichnung, Verkäufe) | Verkäufe  |
| ------------------------- | ---------------------------------------------------------------------- | --------- |
| Australien (ARIA)         | Gold                                                                   | 35.000    |
| Kanada (MC)               | Platin                                                                 | 100.000   |
| Vereinigte Staaten (RIAA) | 2× Platin                                                              | 2.000.000 |
| Insgesamt                 | 1× Gold · 3× Platin ·                                                  | 2.135.000 |

### Songbird
| Land/Region                  | Auszeichnungen für Musikverkäufe (Land/Region, Auszeichnung, Verkäufe) | Verkäufe  |
| ---------------------------- | ---------------------------------------------------------------------- | --------- |
| Australien (ARIA)            | Gold                                                                   | 35.000    |
| Kanada (MC)                  | Platin                                                                 | 100.000   |
| Vereinigte Staaten (RIAA)    | Platin                                                                 | 1.000.000 |
| Vereinigtes Königreich (BPI) | Silber                                                                 | 60.000    |
| Insgesamt                    | 1× Silber · 1× Gold · 2× Platin ·                                      | 1.195.000 |

### Barbra Streisand’s Greatest Hits, Volume 2
| Land/Region                  | Auszeichnungen für Musikverkäufe (Land/Region, Auszeichnung, Verkäufe) | Verkäufe  |
| ---------------------------- | ---------------------------------------------------------------------- | --------- |
| Australien (ARIA)            | 2× Platin                                                              | 140.000   |
| Hongkong (IFPI/HKRIA)        | Platin                                                                 | 20.000    |
| Kanada (MC)                  | 3× Platin                                                              | 300.000   |
| Neuseeland (RMNZ)            | 2× Platin                                                              | 40.000    |
| Vereinigte Staaten (RIAA)    | 5× Platin                                                              | 5.000.000 |
| Vereinigtes Königreich (BPI) | Platin                                                                 | 300.000   |
| Insgesamt                    | 14× Platin ·                                                           | 5.800.000 |

### The Main Event
| Land/Region               | Auszeichnungen für Musikverkäufe (Land/Region, Auszeichnung, Verkäufe) | Verkäufe |
| ------------------------- | ---------------------------------------------------------------------- | -------- |
| Vereinigte Staaten (RIAA) | Gold                                                                   | 500.000  |
| Insgesamt                 | 1× Gold ·                                                              | 500.000  |

### Wet
| Land/Region                  | Auszeichnungen für Musikverkäufe (Land/Region, Auszeichnung, Verkäufe) | Verkäufe  |
| ---------------------------- | ---------------------------------------------------------------------- | --------- |
| Australien (ARIA)            | Platin                                                                 | 70.000    |
| Kanada (MC)                  | Platin                                                                 | 100.000   |
| Vereinigte Staaten (RIAA)    | Platin                                                                 | 1.000.000 |
| Vereinigtes Königreich (BPI) | Gold                                                                   | 100.000   |
| Insgesamt                    | 1× Gold · 3× Platin ·                                                  | 1.270.000 |

### Guilty
| Land/Region                  | Auszeichnungen für Musikverkäufe (Land/Region, Auszeichnung, Verkäufe) | Verkäufe  |
| ---------------------------- | ---------------------------------------------------------------------- | --------- |
| Australien (ARIA)            | 6× Platin                                                              | 420.000   |
| Belgien (BRMA)               | 2× Platin                                                              | 260.000   |
| Deutschland (BVMI)           | Platin                                                                 | 500.000   |
| Finnland (IFPI)              | Platin                                                                 | 57.106    |
| Frankreich (SNEP)            | 2× Platin                                                              | 600.000   |
| Hongkong (IFPI/HKRIA)        | Platin                                                                 | 20.000    |
| Italien (FIMI)               | Platin                                                                 | 100.000   |
| Neuseeland (RMNZ)            | Platin                                                                 | 20.000    |
| Vereinigte Staaten (RIAA)    | 5× Platin                                                              | 5.000.000 |
| Vereinigtes Königreich (BPI) | Platin                                                                 | 300.000   |
| Insgesamt                    | 21× Platin ·                                                           | 7.267.106 |

### Memories
| Land/Region               | Auszeichnungen für Musikverkäufe (Land/Region, Auszeichnung, Verkäufe) | Verkäufe  |
| ------------------------- | ---------------------------------------------------------------------- | --------- |
| Argentinien (CAPIF)       | Gold                                                                   | 30.000    |
| Australien (ARIA)         | 6× Platin                                                              | 420.000   |
| Finnland (IFPI)           | Platin                                                                 | 71.207    |
| Frankreich (SNEP)         | 2× Platin                                                              | 600.000   |
| Hongkong (IFPI/HKRIA)     | Gold                                                                   | 10.000    |
| Kanada (MC)               | 2× Platin                                                              | 200.000   |
| Neuseeland (RMNZ)         | 7× Platin                                                              | 140.000   |
| Niederlande (NVPI)        | Platin                                                                 | 100.000   |
| Österreich (IFPI)         | Platin                                                                 | 50.000    |
| Vereinigte Staaten (RIAA) | 5× Platin                                                              | 5.000.000 |
| Insgesamt                 | 2× Gold · 25× Platin ·                                                 | 6.621.207 |

### Love Songs
| Land/Region                  | Auszeichnungen für Musikverkäufe (Land/Region, Auszeichnung, Verkäufe) | Verkäufe |
| ---------------------------- | ---------------------------------------------------------------------- | -------- |
| Vereinigtes Königreich (BPI) | Platin                                                                 | 300.000  |
| Insgesamt                    | 1× Platin ·                                                            | 300.000  |

### A Christmas Album
| Land/Region               | Auszeichnungen für Musikverkäufe (Land/Region, Auszeichnung, Verkäufe) | Verkäufe  |
| ------------------------- | ---------------------------------------------------------------------- | --------- |
| Australien (ARIA)         | Gold                                                                   | 35.000    |
| Vereinigte Staaten (RIAA) | 5× Platin                                                              | 5.000.000 |
| Insgesamt                 | 1× Gold · 5× Platin ·                                                  | 5.035.000 |

### Yentl
| Land/Region                  | Auszeichnungen für Musikverkäufe (Land/Region, Auszeichnung, Verkäufe) | Verkäufe  |
| ---------------------------- | ---------------------------------------------------------------------- | --------- |
| Australien (ARIA)            | Gold                                                                   | 35.000    |
| Frankreich (SNEP)            | Gold                                                                   | 100.000   |
| Kanada (MC)                  | Platin                                                                 | 100.000   |
| Österreich (IFPI)            | Gold                                                                   | 25.000    |
| Vereinigte Staaten (RIAA)    | Platin                                                                 | 1.000.000 |
| Vereinigtes Königreich (BPI) | Gold                                                                   | 100.000   |
| Insgesamt                    | 4× Gold · 2× Platin ·                                                  | 1.360.000 |

### Emotion
| Land/Region                  | Auszeichnungen für Musikverkäufe (Land/Region, Auszeichnung, Verkäufe) | Verkäufe  |
| ---------------------------- | ---------------------------------------------------------------------- | --------- |
| Australien (ARIA)            | Platin                                                                 | 70.000    |
| Kanada (MC)                  | Gold                                                                   | 50.000    |
| Neuseeland (RMNZ)            | Platin                                                                 | 20.000    |
| Niederlande (NVPI)           | Gold                                                                   | 50.000    |
| Vereinigte Staaten (RIAA)    | Platin                                                                 | 1.000.000 |
| Vereinigtes Königreich (BPI) | Gold                                                                   | 100.000   |
| Insgesamt                    | 3× Gold · 3× Platin ·                                                  | 1.290.000 |

### The Broadway Album
| Land/Region                  | Auszeichnungen für Musikverkäufe (Land/Region, Auszeichnung, Verkäufe) | Verkäufe  |
| ---------------------------- | ---------------------------------------------------------------------- | --------- |
| Australien (ARIA)            | 2× Platin                                                              | 140.000   |
| Kanada (MC)                  | Platin                                                                 | 100.000   |
| Neuseeland (RMNZ)            | 2× Platin                                                              | 40.000    |
| Niederlande (NVPI)           | Gold                                                                   | 50.000    |
| Vereinigte Staaten (RIAA)    | 4× Platin                                                              | 4.000.000 |
| Vereinigtes Königreich (BPI) | Gold                                                                   | 100.000   |
| Insgesamt                    | 2× Gold · 9× Platin ·                                                  | 4.430.000 |

### One Voice
| Land/Region                  | Auszeichnungen für Musikverkäufe (Land/Region, Auszeichnung, Verkäufe) | Verkäufe  |
| ---------------------------- | ---------------------------------------------------------------------- | --------- |
| Australien (ARIA)            | Gold                                                                   | 35.000    |
| Kanada (MC)                  | Gold                                                                   | 50.000    |
| Neuseeland (RMNZ)            | Platin                                                                 | 20.000    |
| Niederlande (NVPI)           | Platin                                                                 | 100.000   |
| Vereinigte Staaten (RIAA)    | Platin                                                                 | 1.000.000 |
| Vereinigtes Königreich (BPI) | Silber                                                                 | 60.000    |
| Insgesamt                    | 1× Silber · 2× Gold · 3× Platin ·                                      | 1.265.000 |

### Till I Loved You
| Land/Region                  | Auszeichnungen für Musikverkäufe (Land/Region, Auszeichnung, Verkäufe) | Verkäufe  |
| ---------------------------- | ---------------------------------------------------------------------- | --------- |
| Australien (ARIA)            | Platin                                                                 | 70.000    |
| Kanada (MC)                  | Platin                                                                 | 100.000   |
| Niederlande (NVPI)           | Gold                                                                   | 50.000    |
| Schweiz (IFPI)               | Gold                                                                   | 25.000    |
| Vereinigte Staaten (RIAA)    | Platin                                                                 | 1.000.000 |
| Vereinigtes Königreich (BPI) | Gold                                                                   | 100.000   |
| Insgesamt                    | 3× Gold · 3× Platin ·                                                  | 1.345.000 |

### A Collection: Greatest Hits…and More
| Land/Region                  | Auszeichnungen für Musikverkäufe (Land/Region, Auszeichnung, Verkäufe) | Verkäufe  |
| ---------------------------- | ---------------------------------------------------------------------- | --------- |
| Australien (ARIA)            | Platin                                                                 | 70.000    |
| Finnland (IFPI)              | Gold                                                                   | 42.348    |
| Frankreich (SNEP)            | Platin                                                                 | 300.000   |
| Kanada (MC)                  | Gold                                                                   | 50.000    |
| Neuseeland (RMNZ)            | Platin                                                                 | 20.000    |
| Niederlande (NVPI)           | Platin                                                                 | 100.000   |
| Norwegen (IFPI)              | Gold                                                                   | 25.000    |
| Schweden (IFPI)              | Gold                                                                   | 50.000    |
| Vereinigte Staaten (RIAA)    | 2× Platin                                                              | 2.000.000 |
| Vereinigtes Königreich (BPI) | Gold                                                                   | 100.000   |
| Insgesamt                    | 5× Gold · 6× Platin ·                                                  | 2.757.348 |

### Just for the Record…
| Land/Region               | Auszeichnungen für Musikverkäufe (Land/Region, Auszeichnung, Verkäufe) | Verkäufe  |
| ------------------------- | ---------------------------------------------------------------------- | --------- |
| Vereinigte Staaten (RIAA) | Platin                                                                 | 1.000.000 |
| Insgesamt                 | 1× Platin ·                                                            | 1.000.000 |

### Back to Broadway
| Land/Region                  | Auszeichnungen für Musikverkäufe (Land/Region, Auszeichnung, Verkäufe) | Verkäufe  |
| ---------------------------- | ---------------------------------------------------------------------- | --------- |
| Australien (ARIA)            | Gold                                                                   | 35.000    |
| Kanada (MC)                  | Platin                                                                 | 100.000   |
| Vereinigte Staaten (RIAA)    | 2× Platin                                                              | 2.000.000 |
| Vereinigtes Königreich (BPI) | Gold                                                                   | 100.000   |
| Insgesamt                    | 2× Gold · 3× Platin ·                                                  | 2.235.000 |

### Barbra Streisand: The Concert
| Land/Region               | Auszeichnungen für Musikverkäufe (Land/Region, Auszeichnung, Verkäufe) | Verkäufe  |
| ------------------------- | ---------------------------------------------------------------------- | --------- |
| Australien (ARIA)         | Platin                                                                 | 70.000    |
| Kanada (MC)               | 2× Platin                                                              | 200.000   |
| Spanien (Promusicae)      | Gold                                                                   | 50.000    |
| Vereinigte Staaten (RIAA) | 3× Platin                                                              | 3.000.000 |
| Insgesamt                 | 1× Gold · 6× Platin ·                                                  | 3.310.000 |

### The Concert Highlights
| Land/Region               | Auszeichnungen für Musikverkäufe (Land/Region, Auszeichnung, Verkäufe) | Verkäufe |
| ------------------------- | ---------------------------------------------------------------------- | -------- |
| Vereinigte Staaten (RIAA) | Gold                                                                   | 500.000  |
| Insgesamt                 | 1× Gold ·                                                              | 500.000  |

### The Mirror Has Two Faces
| Land/Region               | Auszeichnungen für Musikverkäufe (Land/Region, Auszeichnung, Verkäufe) | Verkäufe  |
| ------------------------- | ---------------------------------------------------------------------- | --------- |
| Vereinigte Staaten (RIAA) | Platin                                                                 | 1.000.000 |
| Insgesamt                 | 1× Platin ·                                                            | 1.000.000 |

### Higher Ground
| Land/Region                  | Auszeichnungen für Musikverkäufe (Land/Region, Auszeichnung, Verkäufe) | Verkäufe  |
| ---------------------------- | ---------------------------------------------------------------------- | --------- |
| Australien (ARIA)            | Platin                                                                 | 70.000    |
| Kanada (MC)                  | 3× Platin                                                              | 300.000   |
| Neuseeland (RMNZ)            | Gold                                                                   | 7.500     |
| Niederlande (NVPI)           | Platin                                                                 | 100.000   |
| Spanien (Promusicae)         | Gold                                                                   | 50.000    |
| Vereinigte Staaten (RIAA)    | 3× Platin                                                              | 3.000.000 |
| Vereinigtes Königreich (BPI) | Gold                                                                   | 100.000   |
| Insgesamt                    | 3× Gold · 8× Platin ·                                                  | 3.627.500 |

### A Love Like Ours
| Land/Region                  | Auszeichnungen für Musikverkäufe (Land/Region, Auszeichnung, Verkäufe) | Verkäufe  |
| ---------------------------- | ---------------------------------------------------------------------- | --------- |
| Australien (ARIA)            | Gold                                                                   | 35.000    |
| Kanada (MC)                  | Gold                                                                   | 50.000    |
| Neuseeland (RMNZ)            | Gold                                                                   | 7.500     |
| Vereinigte Staaten (RIAA)    | Platin                                                                 | 1.000.000 |
| Vereinigtes Königreich (BPI) | Gold                                                                   | 100.000   |
| Insgesamt                    | 4× Gold · 1× Platin ·                                                  | 1.192.500 |

### Timeless: Live in Concert
| Land/Region               | Auszeichnungen für Musikverkäufe (Land/Region, Auszeichnung, Verkäufe) | Verkäufe  |
| ------------------------- | ---------------------------------------------------------------------- | --------- |
| Vereinigte Staaten (RIAA) | Platin                                                                 | 1.000.000 |
| Insgesamt                 | 1× Platin ·                                                            | 1.000.000 |

### Christmas Memories
| Land/Region               | Auszeichnungen für Musikverkäufe (Land/Region, Auszeichnung, Verkäufe) | Verkäufe  |
| ------------------------- | ---------------------------------------------------------------------- | --------- |
| Vereinigte Staaten (RIAA) | Platin                                                                 | 1.000.000 |
| Insgesamt                 | 1× Platin ·                                                            | 1.000.000 |

### The Essential Barbra Streisand
| Land/Region                  | Auszeichnungen für Musikverkäufe (Land/Region, Auszeichnung, Verkäufe) | Verkäufe  |
| ---------------------------- | ---------------------------------------------------------------------- | --------- |
| Australien (ARIA)            | 2× Platin                                                              | 140.000   |
| Europa (IFPI)                | Platin                                                                 | 1.000.000 |
| Finnland (IFPI)              | Gold                                                                   | (15.840)  |
| Frankreich (SNEP)            | Gold                                                                   | (100.000) |
| Irland (IRMA)                | 2× Platin                                                              | (30.000)  |
| Neuseeland (RMNZ)            | 2× Platin                                                              | 30.000    |
| Schweden (IFPI)              | Gold                                                                   | (30.000)  |
| Spanien (Promusicae)         | Platin                                                                 | (100.000) |
| Vereinigte Staaten (RIAA)    | Platin                                                                 | 1.000.000 |
| Vereinigtes Königreich (BPI) | 2× Platin                                                              | (600.000) |
| Insgesamt                    | 3× Gold · 11× Platin ·                                                 | 2.170.000 |

### The Ultimate Collection
| Land/Region                  | Auszeichnungen für Musikverkäufe (Land/Region, Auszeichnung, Verkäufe) | Verkäufe |
| ---------------------------- | ---------------------------------------------------------------------- | -------- |
| Ungarn (MAHASZ)              | Gold                                                                   | 3.000    |
| Vereinigtes Königreich (BPI) | Platin                                                                 | 300.000  |
| Insgesamt                    | 1× Gold · 1× Platin ·                                                  | 303.000  |

### Duets
| Land/Region                  | Auszeichnungen für Musikverkäufe (Land/Region, Auszeichnung, Verkäufe) | Verkäufe |
| ---------------------------- | ---------------------------------------------------------------------- | -------- |
| Australien (ARIA)            | Platin                                                                 | 70.000   |
| Neuseeland (RMNZ)            | 2× Platin                                                              | 30.000   |
| Spanien (Promusicae)         | Gold                                                                   | 50.000   |
| Vereinigte Staaten (RIAA)    | Gold                                                                   | 500.000  |
| Vereinigtes Königreich (BPI) | Gold                                                                   | 100.000  |
| Insgesamt                    | 3× Gold · 3× Platin ·                                                  | 750.000  |

### The Movie Album
| Land/Region                  | Auszeichnungen für Musikverkäufe (Land/Region, Auszeichnung, Verkäufe) | Verkäufe |
| ---------------------------- | ---------------------------------------------------------------------- | -------- |
| Australien (ARIA)            | Gold                                                                   | 35.000   |
| Vereinigte Staaten (RIAA)    | Gold                                                                   | 694.000  |
| Vereinigtes Königreich (BPI) | Silber                                                                 | 60.000   |
| Insgesamt                    | 1× Silber · 2× Gold ·                                                  | 789.000  |

### Guilty Pleasures
| Land/Region                  | Auszeichnungen für Musikverkäufe (Land/Region, Auszeichnung, Verkäufe) | Verkäufe |
| ---------------------------- | ---------------------------------------------------------------------- | -------- |
| Irland (IRMA)                | Platin                                                                 | 15.000   |
| Kanada (MC)                  | Gold                                                                   | 50.000   |
| Neuseeland (RMNZ)            | Gold                                                                   | 7.500    |
| Vereinigte Staaten (RIAA)    | Gold                                                                   | 500.000  |
| Vereinigtes Königreich (BPI) | Platin                                                                 | 300.000  |
| Insgesamt                    | 3× Gold · 2× Platin ·                                                  | 872.500  |

### Love Is the Answer
| Land/Region                  | Auszeichnungen für Musikverkäufe (Land/Region, Auszeichnung, Verkäufe) | Verkäufe |
| ---------------------------- | ---------------------------------------------------------------------- | -------- |
| Polen (ZPAV)                 | Gold                                                                   | 10.000   |
| Ungarn (MAHASZ)              | Gold                                                                   | 3.000    |
| Vereinigte Staaten (RIAA)    | Gold                                                                   | 521.000  |
| Vereinigtes Königreich (BPI) | Gold                                                                   | 100.000  |
| Insgesamt                    | 4× Gold ·                                                              | 634.000  |

### Partners
| Land/Region                  | Auszeichnungen für Musikverkäufe (Land/Region, Auszeichnung, Verkäufe) | Verkäufe  |
| ---------------------------- | ---------------------------------------------------------------------- | --------- |
| Australien (ARIA)            | Platin                                                                 | 70.000    |
| Kanada (MC)                  | Platin                                                                 | 80.000    |
| Neuseeland (RMNZ)            | Gold                                                                   | 7.500     |
| Polen (ZPAV)                 | Platin                                                                 | 20.000    |
| Ungarn (MAHASZ)              | Gold                                                                   | 3.000     |
| Vereinigte Staaten (RIAA)    | Platin                                                                 | 1.000.000 |
| Vereinigtes Königreich (BPI) | Platin                                                                 | 300.000   |
| Insgesamt                    | 2× Gold · 5× Platin ·                                                  | 1.480.500 |

### Encore: Movie Partners Sing Broadway
| Land/Region       | Auszeichnungen für Musikverkäufe (Land/Region, Auszeichnung, Verkäufe) | Verkäufe |
| ----------------- | ---------------------------------------------------------------------- | -------- |
| Australien (ARIA) | Gold                                                                   | 35.000   |
| Insgesamt         | 1× Gold ·                                                              | 35.000   |

### Walls
| Land/Region                  | Auszeichnungen für Musikverkäufe (Land/Region, Auszeichnung, Verkäufe) | Verkäufe |
| ---------------------------- | ---------------------------------------------------------------------- | -------- |
| Vereinigtes Königreich (BPI) | Silber                                                                 | 60.000   |
| Insgesamt                    | 1× Silber ·                                                            | 60.000   |

## Auszeichnungen nach Singles

### The Way We Were
| Land/Region                  | Auszeichnungen für Musikverkäufe (Land/Region, Auszeichnung, Verkäufe) | Verkäufe  |
| ---------------------------- | ---------------------------------------------------------------------- | --------- |
| Australien (ARIA)            | Gold                                                                   | 35.000    |
| Vereinigte Staaten (RIAA)    | Platin                                                                 | 2.000.000 |
| Vereinigtes Königreich (BPI) | Silber                                                                 | 250.000   |
| Insgesamt                    | 1× Silber · 1× Gold · 1× Platin ·                                      | 2.235.000 |

### Evergreen (Love Theme from „A Star Is Born“)
| Land/Region                  | Auszeichnungen für Musikverkäufe (Land/Region, Auszeichnung, Verkäufe) | Verkäufe  |
| ---------------------------- | ---------------------------------------------------------------------- | --------- |
| Kanada (MC)                  | Gold                                                                   | 75.000    |
| Vereinigte Staaten (RIAA)    | Platin                                                                 | 2.000.000 |
| Vereinigtes Königreich (BPI) | Silber                                                                 | 250.000   |
| Insgesamt                    | 1× Silber · 1× Gold · 1× Platin ·                                      | 2.325.000 |

### You Don’t Bring Me Flowers
| Land/Region                  | Auszeichnungen für Musikverkäufe (Land/Region, Auszeichnung, Verkäufe) | Verkäufe  |
| ---------------------------- | ---------------------------------------------------------------------- | --------- |
| Kanada (MC)                  | Gold                                                                   | 75.000    |
| Neuseeland (RMNZ)            | Gold                                                                   | 5.000     |
| Vereinigte Staaten (RIAA)    | Platin                                                                 | 2.000.000 |
| Vereinigtes Königreich (BPI) | Gold                                                                   | 500.000   |
| Insgesamt                    | 3× Gold · 1× Platin ·                                                  | 2.580.000 |

### The Main Event
| Land/Region               | Auszeichnungen für Musikverkäufe (Land/Region, Auszeichnung, Verkäufe) | Verkäufe  |
| ------------------------- | ---------------------------------------------------------------------- | --------- |
| Vereinigte Staaten (RIAA) | Gold                                                                   | 1.000.000 |
| Insgesamt                 | 1× Gold ·                                                              | 1.000.000 |

### No More Tears (Enough Is Enough)
| Land/Region                  | Auszeichnungen für Musikverkäufe (Land/Region, Auszeichnung, Verkäufe) | Verkäufe  |
| ---------------------------- | ---------------------------------------------------------------------- | --------- |
| Vereinigte Staaten (RIAA)    | Platin                                                                 | 2.000.000 |
| Vereinigtes Königreich (BPI) | Silber                                                                 | 250.000   |
| Insgesamt                    | 1× Silber · 1× Platin ·                                                | 2.250.000 |

### Woman in Love
| Land/Region                  | Auszeichnungen für Musikverkäufe (Land/Region, Auszeichnung, Verkäufe) | Verkäufe  |
| ---------------------------- | ---------------------------------------------------------------------- | --------- |
| Australien (ARIA)            | Gold                                                                   | 35.000    |
| Deutschland (BVMI)           | Gold                                                                   | 250.000   |
| Frankreich (SNEP)            | Platin                                                                 | 1.000.000 |
| Italien (FIMI)               | Gold                                                                   | 25.000    |
| Vereinigte Staaten (RIAA)    | Platin                                                                 | 2.000.000 |
| Vereinigtes Königreich (BPI) | Gold                                                                   | 500.000   |
| Insgesamt                    | 4× Gold · 2× Platin ·                                                  | 3.810.000 |

### Guilty
| Land/Region                  | Auszeichnungen für Musikverkäufe (Land/Region, Auszeichnung, Verkäufe) | Verkäufe  |
| ---------------------------- | ---------------------------------------------------------------------- | --------- |
| Vereinigte Staaten (RIAA)    | Platin                                                                 | 2.000.000 |
| Vereinigtes Königreich (BPI) | Silber                                                                 | 200.000   |
| Insgesamt                    | 1× Silber · 1× Platin ·                                                | 2.200.000 |

### I Finally Found Someone
| Land/Region                  | Auszeichnungen für Musikverkäufe (Land/Region, Auszeichnung, Verkäufe) | Verkäufe |
| ---------------------------- | ---------------------------------------------------------------------- | -------- |
| Australien (ARIA)            | Platin                                                                 | 70.000   |
| Belgien (BRMA)               | Gold                                                                   | 25.000   |
| Neuseeland (RMNZ)            | Gold                                                                   | 5.000    |
| Vereinigte Staaten (RIAA)    | Gold                                                                   | 500.000  |
| Vereinigtes Königreich (BPI) | Silber                                                                 | 200.000  |
| Insgesamt                    | 1× Silber · 3× Gold · 1× Platin ·                                      | 800.000  |

### Tell Him
| Land/Region                  | Auszeichnungen für Musikverkäufe (Land/Region, Auszeichnung, Verkäufe) | Verkäufe |
| ---------------------------- | ---------------------------------------------------------------------- | -------- |
| Australien (ARIA)            | Platin                                                                 | 70.000   |
| Belgien (BRMA)               | Platin                                                                 | 50.000   |
| Frankreich (SNEP)            | Gold                                                                   | 250.000  |
| Kanada (MC)                  | Gold                                                                   | 40.000   |
| Niederlande (NVPI)           | Platin                                                                 | 75.000   |
| Norwegen (IFPI)              | Gold                                                                   | 10.000   |
| Schweiz (IFPI)               | Gold                                                                   | 25.000   |
| Vereinigtes Königreich (BPI) | Gold                                                                   | 400.000  |
| Insgesamt                    | 5× Gold · 3× Platin ·                                                  | 920.000  |

## Auszeichnungen nach Videoalben

### My Name Is Barbra
| Land/Region               | Auszeichnungen für Musikverkäufe (Land/Region, Auszeichnung, Verkäufe) | Verkäufe |
| ------------------------- | ---------------------------------------------------------------------- | -------- |
| Vereinigte Staaten (RIAA) | Gold                                                                   | 50.000   |
| Insgesamt                 | 1× Gold ·                                                              | 50.000   |

### Color Me Barbra
| Land/Region               | Auszeichnungen für Musikverkäufe (Land/Region, Auszeichnung, Verkäufe) | Verkäufe |
| ------------------------- | ---------------------------------------------------------------------- | -------- |
| Vereinigte Staaten (RIAA) | Gold                                                                   | 50.000   |
| Insgesamt                 | 1× Gold ·                                                              | 50.000   |

### Putting It Together: The Making of The Broadway Album
| Land/Region               | Auszeichnungen für Musikverkäufe (Land/Region, Auszeichnung, Verkäufe) | Verkäufe |
| ------------------------- | ---------------------------------------------------------------------- | -------- |
| Vereinigte Staaten (RIAA) | Gold                                                                   | 50.000   |
| Insgesamt                 | 1× Gold ·                                                              | 50.000   |

### Barbra: The Concert
| Land/Region                  | Auszeichnungen für Musikverkäufe (Land/Region, Auszeichnung, Verkäufe) | Verkäufe |
| ---------------------------- | ---------------------------------------------------------------------- | -------- |
| Kanada (MC)                  | 2× Platin                                                              | 20.000   |
| Vereinigte Staaten (RIAA)    | 4× Platin                                                              | 400.000  |
| Vereinigtes Königreich (BPI) | 2× Platin                                                              | 100.000  |
| Insgesamt                    | 8× Platin ·                                                            | 520.000  |

### Timeless: Live in Concert
| Land/Region                  | Auszeichnungen für Musikverkäufe (Land/Region, Auszeichnung, Verkäufe) | Verkäufe |
| ---------------------------- | ---------------------------------------------------------------------- | -------- |
| Australien (ARIA)            | 2× Platin                                                              | 30.000   |
| Vereinigte Staaten (RIAA)    | Platin                                                                 | 100.000  |
| Vereinigtes Königreich (BPI) | Gold                                                                   | 25.000   |
| Insgesamt                    | 1× Gold · 3× Platin ·                                                  | 155.000  |

### Barbra: The Concert Live at the MGM Grand
| Land/Region               | Auszeichnungen für Musikverkäufe (Land/Region, Auszeichnung, Verkäufe) | Verkäufe |
| ------------------------- | ---------------------------------------------------------------------- | -------- |
| Australien (ARIA)         | Platin                                                                 | 15.000   |
| Vereinigte Staaten (RIAA) | Platin                                                                 | 100.000  |
| Insgesamt                 | 2× Platin ·                                                            | 115.000  |

### The Television Specials
| Land/Region               | Auszeichnungen für Musikverkäufe (Land/Region, Auszeichnung, Verkäufe) | Verkäufe |
| ------------------------- | ---------------------------------------------------------------------- | -------- |
| Vereinigte Staaten (RIAA) | 5× Platin                                                              | 500.000  |
| Insgesamt                 | 5× Platin ·                                                            | 500.000  |

### The Concerts
| Land/Region               | Auszeichnungen für Musikverkäufe (Land/Region, Auszeichnung, Verkäufe) | Verkäufe |
| ------------------------- | ---------------------------------------------------------------------- | -------- |
| Vereinigte Staaten (RIAA) | Platin                                                                 | 100.000  |
| Insgesamt                 | 1× Platin ·                                                            | 100.000  |

### One Night Only: Barbra Streisand and Quartet at The Village Vanguard
| Land/Region               | Auszeichnungen für Musikverkäufe (Land/Region, Auszeichnung, Verkäufe) | Verkäufe |
| ------------------------- | ---------------------------------------------------------------------- | -------- |
| Australien (ARIA)         | Gold                                                                   | 7.500    |
| Vereinigte Staaten (RIAA) | Platin                                                                 | 100.000  |
| Insgesamt                 | 1× Gold · 1× Platin ·                                                  | 107.500  |

## Statistik und Quellen
| Land/RegionAuszeichnungen für Musikverkäufe (Land/Region, Auszeichnungen, Verkäufe, Quellen) | Silber       | Gold         | Platin         | Verkäufe    | Quellen                                                     |
| -------------------------------------------------------------------------------------------- | ------------ | ------------ | -------------- | ----------- | ----------------------------------------------------------- |
| Argentinien (CAPIF)                                                                          | —            | Gold1        | —              | 30.000      | capif.org.ar (Memento vom 6. Juli 2011 im Internet Archive) |
| Australien (ARIA)                                                                            | —            | 14× Gold14   | 33× Platin33   | 2.607.500   | aria.com.au                                                 |
| Belgien (BRMA)                                                                               | —            | Gold1        | 3× Platin3     | 335.000     | ultratop.be                                                 |
| Deutschland (BVMI)                                                                           | —            | Gold1        | Platin1        | 750.000     | musikindustrie.de                                           |
| Europa (IFPI)                                                                                | —            | —            | Platin1        | (1.000.000) | ifpi.org (Memento vom 1. Januar 2014 im Internet Archive)   |
| Finnland (IFPI)                                                                              | —            | 2× Gold2     | 2× Platin2     | 186.501     | ifpi.fi                                                     |
| Frankreich (SNEP)                                                                            | —            | 4× Gold4     | 7× Platin7     | 3.450.000   | infodisc.fr snepmusique.com                                 |
| Hongkong (IFPI/HKRIA)                                                                        | —            | 2× Gold2     | 2× Platin2     | 60.000      | ifpihk.org                                                  |
| Irland (IRMA)                                                                                | —            | —            | 3× Platin3     | 45.000      | irishcharts.ie                                              |
| Italien (FIMI)                                                                               | —            | Gold1        | Platin1        | 125.000     | Einzelnachweise                                             |
| Kanada (MC)                                                                                  | —            | 9× Gold9     | 24× Platin24   | 2.690.000   | musiccanada.com                                             |
| Neuseeland (RMNZ)                                                                            | —            | 6× Gold6     | 20× Platin20   | 422.500     | aotearoamusiccharts.co.nz                                   |
| Niederlande (NVPI)                                                                           | —            | 4× Gold4     | 5× Platin5     | 675.000     | nvpi.nl                                                     |
| Norwegen (IFPI)                                                                              | —            | 2× Gold2     | —              | 35.000      | ifpi.no (Memento vom 5. November 2012 im Internet Archive)  |
| Österreich (IFPI)                                                                            | —            | Gold1        | Platin1        | 75.000      | ifpi.at                                                     |
| Polen (ZPAV)                                                                                 | —            | Gold1        | Platin1        | 30.000      | olis.pl                                                     |
| Schweden (IFPI)                                                                              | —            | 2× Gold2     | —              | 80.000      | sverigetopplistan.se                                        |
| Schweiz (IFPI)                                                                               | —            | 2× Gold2     | —              | 50.000      | hitparade.ch                                                |
| Spanien (Promusicae)                                                                         | —            | 3× Gold3     | Platin1        | 250.000     | elportaldemusica.es                                         |
| Ungarn (MAHASZ)                                                                              | —            | 3× Gold3     | —              | 9.000       | slagerlistak.hu                                             |
| Vereinigte Staaten (RIAA)                                                                    | —            | 27× Gold27   | 81× Platin81   | 89.165.000  | riaa.com                                                    |
| Vereinigtes Königreich (BPI)                                                                 | 10× Silber10 | 15× Gold15   | 11× Platin11   | 6.725.000   | bpi.co.uk                                                   |
| Insgesamt                                                                                    | 10× Silber10 | 101× Gold101 | 197× Platin197 |             |                                                             |